# Watzmann Therme
Koordinaten: 47° 38′ 4,5″ N, 13° 0′ 39,3″ O

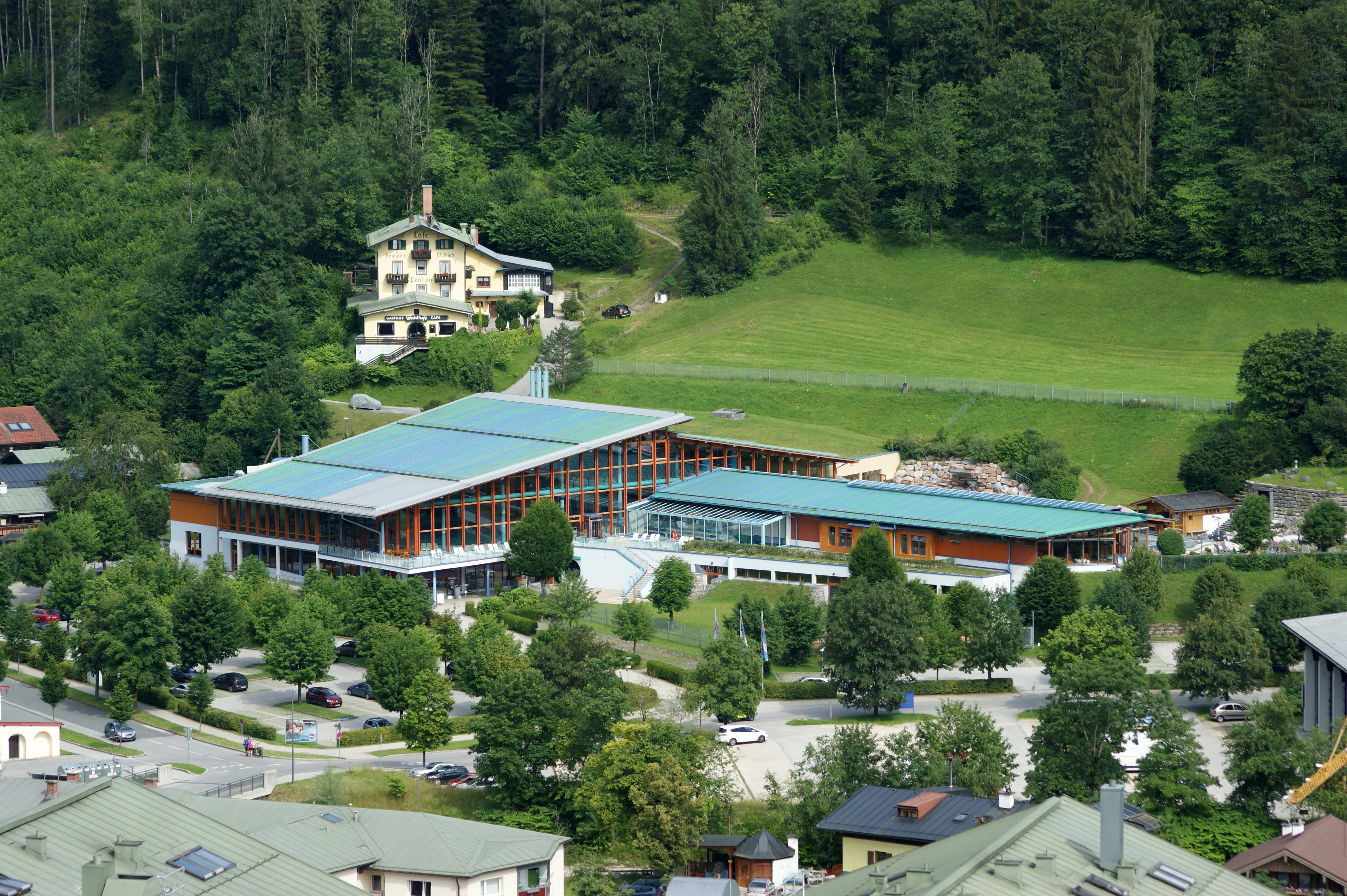
Watzmann Therme, Juli 2020

Die Watzmann Therme ist ein Solebad in Berchtesgaden, im oberbayerischen Landkreis Berchtesgadener Land. Betreiber ist die Watzmann Therme GmbH, ein Tochterunternehmen des Zweckverbandes Bergerlebnis Berchtesgaden. Der Badebetrieb wurde am 15. März 1997 aufgenommen, die offizielle Einweihung erfolgte sechs Tage später am 21. März.

## Lage
Die Therme liegt in Berchtesgaden, etwa auf halbem Weg zwischen dem Hofbrauhaus und dem Salzbergwerk. Anzufahren ist sie über die B 305, von der eine Brücke über die Berchtesgadener Ache nach wenigen Metern zu ihr führt. Von der Therme aus ist auch das Gebirgsmassiv des namensgebenden Watzmanns zu sehen.

## Beschreibung
Die Watzmann Therme ist unterteilt in eine Wasserlandschaft mit 900 m² sowie in eine Sauna- und eine Solelandschaft und bietet verschiedene Wellness-, Massage- und Kursangebote. Die Wassertemperatur der Innen- und Außenbecken der Solelandschaft beträgt jeweils 32 °C und hat einen Solegehalt von 2–3 %, das sich aus den „natürlichen Salzvorkommen“ der Region bzw. des Salzbergwerks Berchtesgaden speist.
Sie zählte neben Königssee, Jennerbahn, Kehlsteinhaus, und Salzbergwerk früher zu den als Big Five bezeichneten touristischen Angebotsschwerpunkten innerhalb des Berchtesgadener Landes. Nichtsdestotrotz verzeichnet die Therme seit dem Spitzenjahr 2004 einen kontinuierlichen Rückgang der Besucherzahlen von seinerzeit 365  000 auf nur noch etwa 210 000 Badegäste pro Jahr (Stand: Dezember 2015).

## Baugeschichte
Vorgänger der Watzmann Therme war das am 15. Dezember 1967 eröffnete Hallenbad Berchtesgaden, das zwar lediglich ein Schwimmbecken mit 25-Meter-Bahnen und eine Sauna aufwies, damit aber das erste und bislang einzige innerhalb des damaligen Landkreises Berchtesgaden wie auch des Chiemgaus und des Rupertiwinkels war. Angesichts der geänderten bzw. gestiegenen Erwartungen der Badegäste sowie einer umfangreichen Mängelliste des Gesundheitsamtes, wurde das Hallenbad 1993 geschlossen und 1994 schließlich abgerissen. Für einen Nachfolgebau begannen ab 1992 die Verhandlungen zwischen dem Landrat und den Bürgermeistern der fünf Mitgliedsgemeinden des Fremdenverkehrsverbands Berchtesgadener Land (heute: Zweckverband Bergerlebnis Berchtesgaden), ab 1993 wurden die Planungen und am 27. März 1995 der Bau der Watzmann Therme aufgenommen. Der Badebetrieb wurde schließlich am 15. März 1997 eröffnet, die offizielle Einweihung der Watzmann Therme erfolgte am 21. März 1997.

## Nicht umgesetzte Modernisierungspläne von 2017

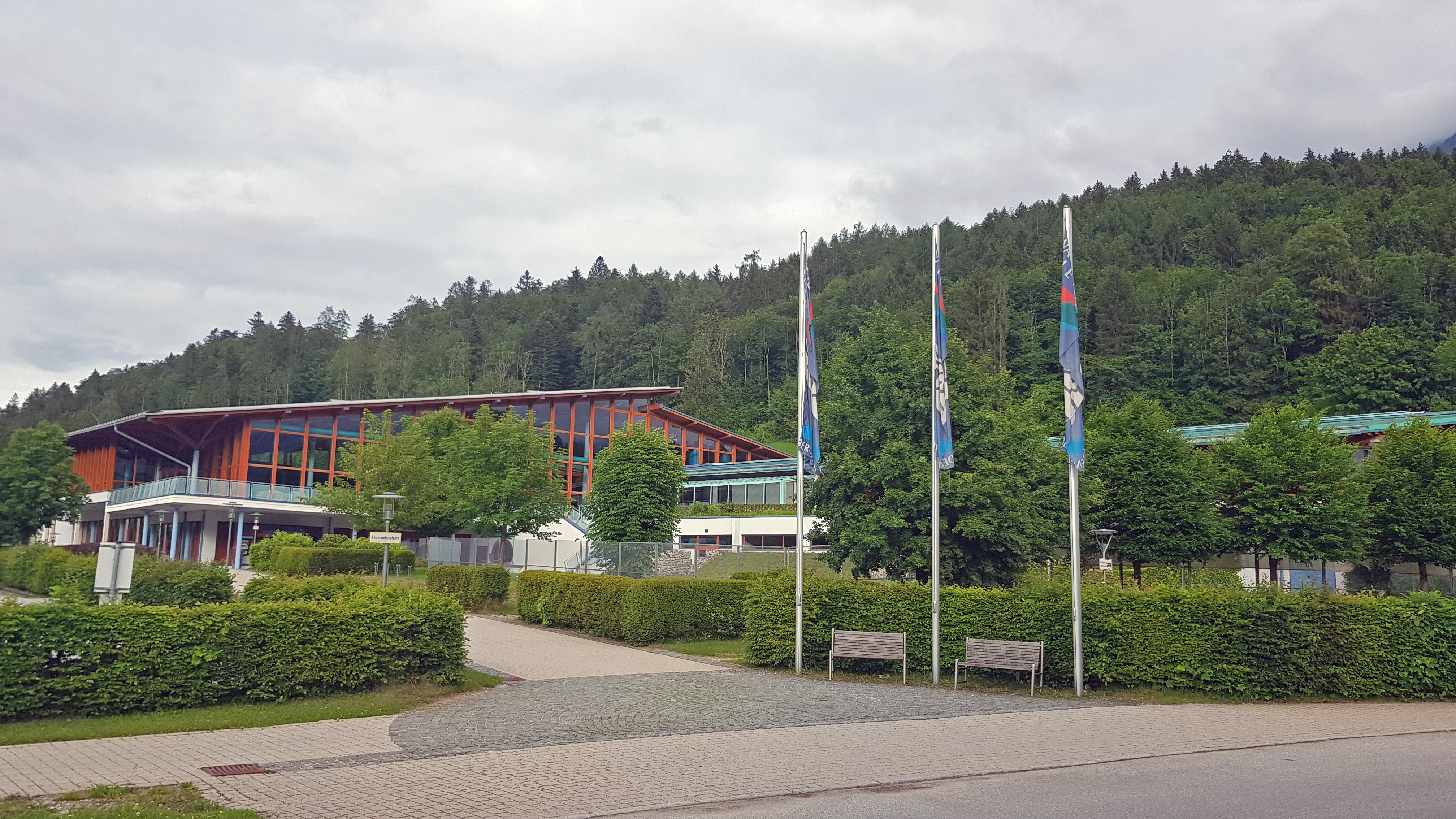
Weg zum Haupteingang

Im Dezember 2017, nach mehr als 20 Jahren Betrieb, kündigte die Muttergesellschaft und der gleichzeitige Bauherr der Therme, ab 2021 umbenannt in Zweckverband Bergerlebnis Berchtesgaden, eine Sanierung und Attraktivierung der Therme mit dem Ziel "noch mindestens weitere 20 Jahre auf dem Markt bestehen zu können", wie es in einer schriftlichen Anfrage im August 2019 hieß. "Von einem Abriss in nächster Zeit ist keine Rede."
So sollten 17 Millionen Euro in eine schrittweise Modernisierung investiert werden. Die Therme sollte weiterhin ein Familienbad bleiben und nicht in Konkurrenz zur Rupertustherme in Bad Reichenhall stehen, welche anders als die Watzmann Therme ihren Fokus auf Wellness- und Spa legt. Letzteres sollte allerdings als neuer Bereich zur Therme hinzukommen. Es wurde beschlossen, dass man "mehr bieten möchte als bislang". So sollte auch mehr "Action" in die Therme kommen. Auch die Saunalandschaft sollte mehr Umfang erhalten und neue Saunen im Außenbereich erhalten. Gastronomie und Küche sollten verlegt werden, sodass es eine direkte Verbindung zwischen Saunalandschaft und Gastronomie gegeben hätte.
Der Umbau sollte modular erfolgen und ganz dem Thema "Bergerlebnis" gewidmet sein. Auch ein Infinity-Pool und eine Textil-Sauna sollten kommen sowie ein neuer Sole-Ruheraum. Die Umbaumaßnahmen hätten mit Stand März 2018 im Jahr 2020 starten sollen.
Anfang 2022 wurde bekannt gegeben, dass die Sanierungspläne gestrichen wurden. „Ein großer Umbau ist nicht mehr geplant, es geht nur noch um Technik und Instandhaltung“, verlautbarte Verbandschef Bartl Wimmer gegenüber den Medien. Es gehe nur noch um eine zumindest 15-jährige Erhaltung der bestehenden Therme mit jährlichen Instandhaltungskosten von fünfhundert Tausend Euro.